# DJ OASIS
DJ OASIS（ディージェイ・オアシス、本名：坂上 功〈さかがみ いさお〉、1972年2月6日 - ）は、日本のヒップホップグループKGDR（キングギドラ）のDJ兼MC。東京都出身。所属レコード会社はソニー・ミュージックレコーズ内アトミックボム・レコーズ。所属プロダクションはアトミックボム・プロダクションズ。既婚。
サンプリングを基本としたトラックをつくるのが特徴。ソロ活動以降はDJ、曲制作のみならずMCとしても活動、自らを「マイク持つDJ」と称している。

## 略歴
- キングギドラ結成前は、幼馴染であるZEEBRAと共にユニットPOSITIVE VIBEを結成していた。
- 1993年、ZEEBRA、K DUB SHINEらとキングギドラを結成。
- 1999年、キングギドラ活動中止後、シングル「地下から... / ILL リーガルドラッグ」でソロデビュー。
- 2002年、キングギドラを再結成。
- 2005年12月、ZEEBRA率いるUBG所属のプロデューサーINOVADERとにTHE AXISを結成。
- 2006年11月、アメーバブログでブログをはじめ、ヒップホップについて語ったりその日出演したライブの状況、さらに自分の趣味であるゲームなどについて書き込んでいる。
- 2006年12月、K DUB SHINEとともにRadio Aktive Project（現radio aktive projeqt）を結成。
- 2008年11月30日、尿路結石で救急車で病院に運ばれる。
- 2009年、自身のブログにて、かつてのレーベルメイトである童子-Tを痛烈に批判するradio aktive projeqtのDIS楽曲を発表。同時に童子-Tに対する複雑な思いをブログに記す[1]。
- 2009年8月、radio aktive projeqtとしてB BOY PARK 2009に出演。
- 2010年8月22日、K DUB SHINEと共にB BOY PARK 2010に出演。
- 2011年12月5日、自身名義としては初のMIX CD『東京砂漠 2011 Desertification』を発売。

## 人物
社会問題をテーマとした作品が多く、同じく社会派として知られるRHYMESTERの宇多丸を迎えた作品はシリーズ化している。
このシリーズの第一作である「キ・キ・チ・ガ・イ」がその内容の過激さから自主回収となったことや、アルバム「ウォーターワールド」収録予定であった楽曲「大惨事」が発売の数週間前に発生したロンドン同時爆破事件に配慮する形で収録をとりやめ、インターネット上での期間限定配信となった。
また、このような作品とは裏腹にファミ通で連載を持つゲーマーであるという意外な一面も持っており、自らのゲーム中毒ぶりを表した「廃人超特急」「CONTINUE?」などの楽曲も存在する。
宇多丸曰く、「アトミックボム一の天然」。

## 名前の由来
「DJ OASIS」の名は本名のS. Isao（坂上 功、さかがみ いさお）を逆から読んだものである。

## ディスコグラフィ

### シングル
1. 「マジ興味ねぇ feat. K DUB SHINE」（2000年3月25日/P-VINE）オリコン75位
  1. マジ興味ねぇ feat. K DUB SHINE
  2. 地下から... feat. ZEEBRA
  3. ILLリーガルドラッグ feat. RAPPAGARIYA
2. 「社会の窓(キ・キ・チ・ガ・イ PART II) feat. 宇多丸」（2000年12月6日）オリコン66位
  1. 社会の窓(キ・キ・チ・ガ・イ PART II) feat. 宇多丸 [4:54]（作詞：S.Sasaki・I.sakagami／作曲・編曲：I.sakagami）
  2. 煙立つ東京 feat. DABO, S-WORD [5:18]（作詞：DABO・S-WORD／作曲・編曲：I.sakagami）
  3. 21 feat. T.A.K THE RHHHYME [4:02]（作詞：T.A.K THE RHHHYME・I.sakagami／作曲・編曲：I.sakagami）
3. 「ハルマゲドン feat. K DUB SHINE, ZEEBRA」（2001年3月14日）オリコン92位
  1. ハルマゲドン feat. K DUB SHINE, ZEEBRA [4:33]（作詞：K.Kagami・H.Sakakura・I.sakagami／作曲・編曲：I.sakagami）
  2. ハルマゲドン (ヤーバンRemix) [4:52]
  3. 社会の窓(キ・キ・チ・ガ・イ PART II) (Remix) feat. 宇多丸 [4:54]
4. 「マイク持つDJ」（2004年3月10日）オリコン182位
  1. マイク持つDJ [3:50]（作詞・作曲・編曲：I.sakagami）
  2. ここにあるぜ feat. JA飛龍 [5:05]（作詞：I.sakagami・神風サイモンKAZ・竜巻G／作曲・編曲：I.sakagami）
  3. 浸透 [1:56]
  4. マイク持つDJ (Instrumental) [3:51]
  5. ここにあるぜ (Instrumental) [5:04]
5. 「世界一おとなしい納税者(カモ) feat. 宇多丸」（2004年11月10日）オリコン143位
  1. 世界一おとなしい納税者(カモ) feat. 宇多丸 [4:50]（作詞：宇多丸・DJ OASIS／作曲・編曲：DJ OASIS）
  2. 何の為 [3:52]（作詞・作曲・編曲：DJ OASIS）
  3. 世界一おとなしい納税者(カモ) (Instrumental) [4:51]
  4. 何の為 (Instrumental) [3:50]

### アルバム
1. 東京砂漠 （2001年1月31日）オリコン25位、登場回数6回
  1. 東京砂漠 (intro) [0:55]
  2. キッチンスタジアム feat. UZI, 三善/善三 [4:27]
  3. 煙立つ東京 feat. DABO, S-WORD [5:17]
  4. マジ興味ねえ feat. K DUB SHINE [4:34]
  5. フォンコール feat. BACKGAMMON [4:23]
  6. まじでぇ？ (skit) [0:30]
  7. 社会の窓(キ・キ・チ・ガ・イ PARTII) feat. 宇多丸 [4:54]
  8. 神髄2001 feat. ラッパ我リヤ [4:38]
  9. 完全勝利 feat. K DUB SHINE [3:52]
  10. 元韻次元 (instrumental) [0:51]
  11. 地下から… (Remix) feat. ZEEBRA [3:54]
  12. ミステリーサークル feat. キエるマキュウ [4:23]
  13. 21 feat. T.A.K THE RHHHYME [4:00]
  14. ハルマゲドン feat. K DUB SHINE，ZEEBRA [4:33]
  15. 途中経過 (Remix) [4:12]
  16. オアシス (outro) [1:49]
2. ウォーターワールド （2005年7月27日）オリコン89位
  1. ウォーターワールド [2:59]
  2. マイク持つDJ [3:49]
  3. バラマク feat. 童子-T [4:06]
  4. だからどこでも feat. K DUB SHINE, 三善/善三, JUN-GMC [4:27]
  5. 超特急 feat. UZI [4:07]
  6. CONTINUE? [4:17]
  7. 世界一おとなしい納税者(カモ) feat. 宇多丸 [4:48]
  8. アトミックボム feat. K DUB SHINE, 童子-T [4:31]
  9. ここにあるぜ feat. JA飛龍 [5:02]
  10. まわり罠 feat. BOY-KEN, Shiba-yankee [4:07]
  11. マジうざくねぇ？ feat. ZEEBRA [3:35]
  12. 『』 [0:06]
  13. 何の為 [3:48]
  14. これ feat. K DUB SHINE [4:14]
  15. どんな価値 [4:46]
  16. マイク持つDJ達 feat. DJ JIN, DJ KAORI, DJ MASTERKEY [3:20]

### MIX TAPE
- 『DESERT STORM』　（不明）
- 『東京砂漠 PROMO Ver.』　（不明）

### MIX CD
- 『東京砂漠 2011 Desertification』　（2011年12月5日）

### アナログ
1. 「地下から... feat. ZEEBRA / ILLリーガルドラッグ feat. RAPPAGARIYA」（1999年9月8日）
2. 「マジ興味ねぇ feat. K DUB SHINE」（2000年1月[2]）
3. 「煙立つ東京 feat. DABO, S-WORD / 21 feat. T.A.K THE RHHHYME」（2000年10月18日）
4. 「社会の窓(キ・キ・チ・ガ・イ PART II) feat. 宇多丸 / キッチンスタジアム feat. UZI, 三善/善三」（2001年1月24日[3]）
5. 「ハルマゲドン feat. K DUB SHINE，ZEEBRA / 神髄2001 feat. ラッパ我リヤ」（2001年2月21日[4]）
6. 「キ・キ・チ・ガ・イ feat. 宇多丸 & K DUB SHINE」（2001年4月25日）

### 参加楽曲

#### 客演
| 発売日     | アーティスト    | アルバム名                                                | 曲名                                                                                          |
| ---------- | --------------- | --------------------------------------------------------- | --------------------------------------------------------------------------------------------- |
| 1997.12.10 | K DUB SHINE     | 現在時刻                                                  | 戦争を知らない子供たち                                                                        |
| 1999.06.25 | Various Artists | ANOTHER SIDE                                              | ANOTHER SIDE / T.A.K.THE RHHHYME、DJ OASIS、Q、K DUB SHINE                                    |
| 2000.06.25 | K DUB SHINE     | 天国と地獄                                                | マジ興味ねえ(REMIX) feat.DJ OASIS、DIDI                                                       |
| 2002.12.18 | Various Artists | CHANGE THE GAME                                           | CHANGE THE GAME / DJ OASIS feat. K DUB SHINE、童子－T、ZEEBRA、UZI、JA飛龍、OJ&S.T、KM-MARKIT |
| 2003.01.29 | K DUB SHINE     | 世界遺産 THE BEST OF K DUB SHINE 1996→2002                | ザ･シャイニング(KG STILL SHINING REMIX) feat.ZEEBRA、DJ OASIS                                 |
| 2003.04.02 | 童子-T          | 第三の男                                                  | Atomic Bomb Party feat. K DUB SHINE、DJ OASIS                                                 |
| 2003.04.23 | Various Artists | 3 on 3 Sound Track                                        | 時の流れに身をまかせ / K DUB SHINE、feat. DJ OASIS、童子-T                                    |
| 2003.09.18 | K DUB SHINE     | 世界遺産 THE BEST OF K DUB SHINE MIX CD MIXED BY DJ OASIS | マキシマムリスペクト(REMIX) feat. DJ OASIS、童子-T                                            |
| 2004.07.14 | K DUB SHINE     | 理由                                                      | ほんとあの頃が feat. DJ OASIS、童子-T                                                         |
| 2005.01.26 | DJ MASTERKEY    | DADDY'S HOUSE VOL.3                                       | デイ アフター トゥモロー feat. K DUB SHINE、DJ OASIS、童子-T                                  |
| 2005.02.23 | 童子-T          | 童夢                                                      | HOLA？ feat. DJ OASIS、K DUB SHINE                                                            |
| 2011.12.14 | ZEEBRA          | Black World／White Heat                                   | Pop feat. K DUB SHINE & DJ OASIS                                                              |
| 2016.12.21 | K DUB SHINE     | 新日本人                                                  | 化学反応 #kgdr feat.DJ OASIS & ZEEBRA                                                         |

#### トラック提供
| 発売日     | アーティスト    | アルバム名               | 曲名                                          |
| ---------- | --------------- | ------------------------ | --------------------------------------------- |
| 2000.06.14 | ZEEBRA          | BASED ON A TRUE STORY    | 男の条件 feat. MACCHO、Q、BOY-KEN             |
| 2001.05.09 | MOOMIN          | @ the Dancehall          | @ the Dancehall (DJ OASIS Remix)              |
| 2001.12.05 | LITTLE          | Mr.Compact               | ワックマン feat. Mummy-D                      |
| 2002.12.18 | Various Artists | CHANGE THE GAME          | only one's song / DJ OASIS feat. WORD SWINGAZ |
| 2002.12.18 | UZI             | 言霊                     | IZUMI                                         |
| 2003.12.10 | YAMAKOU         | マイティー's Back        | バクとキリン                                  |
| 2006.08.23 | UZI             | 美髯公                   | H.A.I.J.I.N 99X                               |
| 2007.05.30 | VO VO TAU       | VO VO TAU BEST REMIX     | 希望の橋 - Remix By DJ OASIS -                |
| 2012.04.28 | JA飛龍          | JUSTY ACE -street album- | STORY feat. YUZO                              |